# Iglesia de Tiltil
La iglesia de Tiltil es un templo católico ubicado en Tiltil, Región Metropolitana de Santiago, Chile. Construida en el siglo xviii, fue declarada monumento nacional de Chile, en la categoría de monumento histórico, mediante el Decreto Supremo n.º 513, del 13 de junio de 1975.

## Historia
El cuerpo central de la iglesia fue construido en la primera mitad del siglo xviii, en la trama nuclear de la localidad. La torre fue agregada con posterioridad al templo.
La iglesia albergó los restos del patriota Manuel Rodríguez hasta 1895, cuando fueron trasladados al cementerio General de Santiago.
En 2012 se comprometieron los recursos para su reparación luego del terremoto de 2010.

## Descripción
Cuenta con un cuerpo central de adobe, estructura de madera y un techo a dos aguas. Su fachada tiene un atrio de cuatro pilares de sección cuadrada que forman una torre de tres niveles con una cúpula hecha de latón.